# In Love (KARAのアルバム)
『In Love』（イン・ラブ）は、韓国の女性4人組の歌手グループ、KARAの7枚目のミニアルバム。

## 概要
前作マンマミーア!より約10か月ぶりとなるミニアルバム。タイトル曲は「CUPID」。タイトル曲「CUPID」はプロデュースチームe.one（チェ・ヒョンジュン、チョン・ホヒョン）がプロデュースするナンバーとなっている。
また、アルバム発売と同時にファンとマスコミを対象にしたショーケースを開催した。

## 収録曲
1. Starlight
2. CUPID
3. 그땐 그냥（その時はただ）
4. I Luv Me
5. Peek-A-Boo
6. Dreamlover

## 音楽番組チャート1位記録
| 日付         | 番組名       | 曲名  |
| ------------ | ------------ | ----- |
| 2015年6月2日 | SBS The SHOW | CUPID |